# Елевтеро (дем Гревена)
Елевтеро или Конско (на гръцки: Ελεύθερο, катаревуса: Ελεύθερον, Елевтерон, до 1927 година: Κοντσικιότι, Концикиоти) е село в Република Гърция, дем Гревена на област Западна Македония.

## География
Селото е разположено на надморска височина от 660 m, на 11 km северно от град Гревена.

## История

### В Османската империя
Смята се, че селото е основано от жителите на съседните села Гоблица (Γκομπλίτσα) и Църковица (Τσαρκοβίτσα).
В края на ХІХ век Коскон е гръцко християнско село в северната част на Гребенската каза на Османската империя. Главната селска църква „Свети Атанасий“ е издигната през 1834 година.
Според статистиката на Васил Кънчов („Македония. Етнография и статистика“) през 1900 година в Конско (Куско) има 120 гърци християни и 127 валахади (гръкоезични мюсюлмани).
На Етнографската карта на Битолския вилает на Картографския институт в София от 1901 година Косконди е чисто гръцко село в Гревенската каза на Серфидженския санджак с 30 къщи.
Според статистика на Серфидженския санджак на гръцкото консулство в Еласона от 1904 година в Концикиоти (Κοντσικιότη), Гревенска каза, живеят 92 гърци елинофони християни.

### В Гърция
През Балканската война в 1912 година в селото влизат гръцки части и след Междусъюзническата в 1913 година Коскон влиза в състава на Кралство Гърция.
В средата на 1920-те години след Лозанския договор, малкото мюсюлмани се изселват от селото и населението на селото е увеличено чрез заселване на понтийски гърци бежанци от Турция. През 1928 година селото е представено като смесено, състоящо се от местно старо население и новодошли бежанци, като последните са 90 семейства или 307 жители.
През 1927 година името на селото е сменено на Елевтерон.
Най-вероятно мнозинството от бежанците са заселват в отдалечена махала на около 2 километра на изток от селото. Тя се оформя като отделно селище, наречено Елевтеро Просфигон.
Населението произвежда жито и тютюн, като се занимава частично и със скотовъдство.
| Година    | 1913 | 1920 | 1928 | 1940 | 1951 | 1961 | 1971 | 1981 | 1991 | 2001 | 2011 | 2021 |
| --------- | ---- | ---- | ---- | ---- | ---- | ---- | ---- | ---- | ---- | ---- | ---- | ---- |
| Население | 107  | 132  | 442  | 723  | 563  | 220  | 136  | 133  | 112  | 81   | 57   | 35   |